# 시리아 친우회

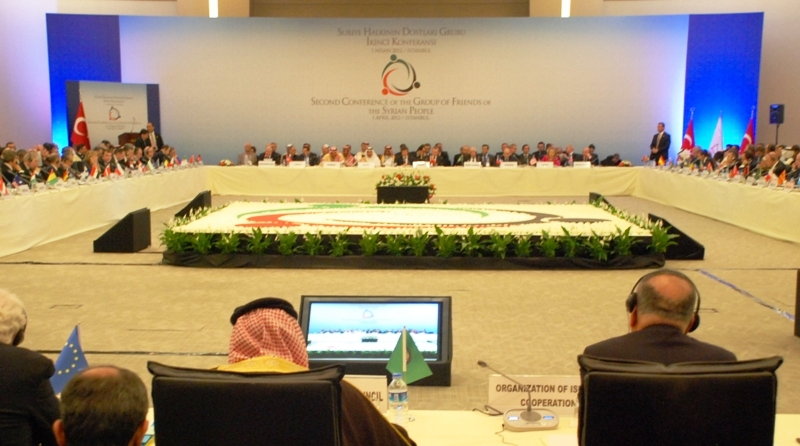
이스탄불 회의

시리아 친우회(- 親友會, 아랍어: مجموعة أصدقاء سورية), 공식 명칭은 시리아 인민 친우회(- 人民親友會, 아랍어: مجموعة أصدقاء الشعب السوري), 때때로 시리아의 친우들(- 親友-, 아랍어: أصدقاء سورية)은 시리아 난국의 해결책을 찾기 위한, 시리아의 단체와 교섭 국가들의 모임이다. 국제 연합 안전 보장 이사회 외에도, 러시아와 중화인민공화국이 시리아 지역에 대한 결의안에 거부권을 행사하였다. 이 회의는 니콜라 사르코지 프랑스 대통령이 처음 제시하였으며, 2012년 2월 24일에 튀니지의 튀니스에서 첫 회의를 가졌다. 두 번째 회의는 2012년 4월 1일에 터키의 이스탄불에서 열렸다.

## 튀니스 회의

#### 참가국
- 그리스[4]
- 나이지리아[5]
- 네덜란드[6]
- 노르웨이[7]
- 대한민국[8]
- 덴마크[7]
- 독일[9]
- 라트비아[7]
- 리비아[10]
- 리투아니아[7]
- 루마니아[11]
- 룩셈부르크[12]
- 말레이시아[13]
- 모로코[14]
- 모리타니[15]
- 몰타[13]
- 미합중국[16]
- 바레인[17]
- 벨기에[18]
- 벨라루스
- 불가리아[19]
- 브라질[20]
- 사우디아라비아[9]
- 스웨덴[7]
- 스페인[21]
- 슬로베니아[22]
- 싱가포르
- 아랍에미리트[23]
- 아르헨티나
- 아이슬란드[7]
- 아일랜드[24]
- 알바니아[25]
- 알제리[26]
- 에스토니아[7]
- 영국[27]
- 오만[28]
- 오스트레일리아[29]
- 오스트리아[30]
- 요르단[31]
- 이라크[32]
- 이집트[33]
- 이탈리아[34]
- 인도[35]
- 인도네시아[8]
- 일본[36]
- 지부티[13]
- 체코[37]
- 칠레
- 카타르[9]
- 캐나다[38]
- 콜롬비아
- 쿠웨이트[39]
- 키프로스[40]
- 튀르키예[41]
- 튀니지[9] – 개최국
- 포르투갈[42]
- 폴란드[43]
- 프랑스[9][44]
- 핀란드[7][45]
- 필리핀
- 헝가리[46]

| - 바티칸 시국 | - [[파일:{{{국기그림-자유}}}\|22x20px\|border \|시리아\|링크=시리아]] 시리아 국가위원회 | - 걸프 협력 회의 - 국제 연합 - 아랍 마그레브 연합 - 아랍 연맹 | - 아프리카 연합 - 유럽 연합 - 이슬람 회의 기구 |

## 이스탄불 회의
2012년 4월 1일에 열린 회의에서 70여 개의 참가국들은 반 시리아 세력에 대한 지원과 시리아 정부에 압력을 강화하였다.